# Xeranoplium gracilis
Xeranoplium gracilis là một loài bọ cánh cứng trong họ Cerambycidae.